# Válečná medaile 1873 (Rakousko)
Válečná medaile 1873, byla založena 2. prosince 1873 císařem Františkem Josefem I. při příležitosti 25. výročí nástupu na trůn. Tato dekorace sloužila k odměnění každého, kdo v období od nástupu Františka Josefa I. na trůn až do doby založení medaile sloužil v jednotkách rakouské a rakousko-uherské armády a vojenském námořnictvu.
Medaile byla ražená z děloviny získané z ukořistěných nepřátelských kanónů.